# Iveta Miculyčová
Iveta Miculyčová (Opočno, 15 de septiembre de 2005) es una deportista checa que compite en ciclismo en la modalidad de BMX estilo libre.
Ganó una medalla de bronce en el Campeonato Mundial de Ciclismo Urbano de 2022 y dos medallas en el Campeonato Europeo de Ciclismo BMX Estilo Libre, en los años 2022 y 2024. En los Juegos Europeos de Cracovia 2023 consiguió una medalla de oro en la prueba de parque.
Participó en los Juegos Olímpicos de París 2024, ocupando el sexto lugar en la prueba de parque.

## Palmarés internacional
| Campeonato Mundial | Campeonato Mundial    | Campeonato Mundial | Campeonato Mundial |
| Año                | Lugar                 | Medalla            | Competición        |
| ------------------ | --------------------- | ------------------ | ------------------ |
| 2022               | Abu Dabi (EAU)        | Medalla de bronce  | Parque             |
| Juegos Europeos    |                       |                    |                    |
| Año                | Lugar                 | Medalla            | Competición        |
| 2023               | Krzeszowice (Polonia) | Medalla de oro     | Parque             |
| Campeonato Europeo |                       |                    |                    |
| Año                | Lugar                 | Medalla            | Competición        |
| 2022               | Múnich (Alemania)     | Medalla de oro     | Parque             |
| 2024               | Cadenazzo (Suiza)     | Medalla de plata   | Parque             |